# ابن شاقلا
أبُو إِسْحَاقَ إِبْرَاهِيْمُ بنُ أحْمَدَ بنِ عُمَرَ بنِ حَمْدَانَ بنِ شَاقِلّاَ البَغْدَادِيُّ البَزَّازُ، ويُعرف اختصارًا بـ ابنُ شَاقِلَّا (315 - 369 هـ) أحد كبار فقهاء الحنابلة، كان رأساً في الأصول والفروع، جليل القدر، كثير الرواية، سمع من أبي بكر الشافعي وغيره، وتفقه بأبي بكر غلام الخلال، وروى عنه أبو حفص العكبري، وعبد العزيز غلام الزجاج، وغيرهما.

## سيرته

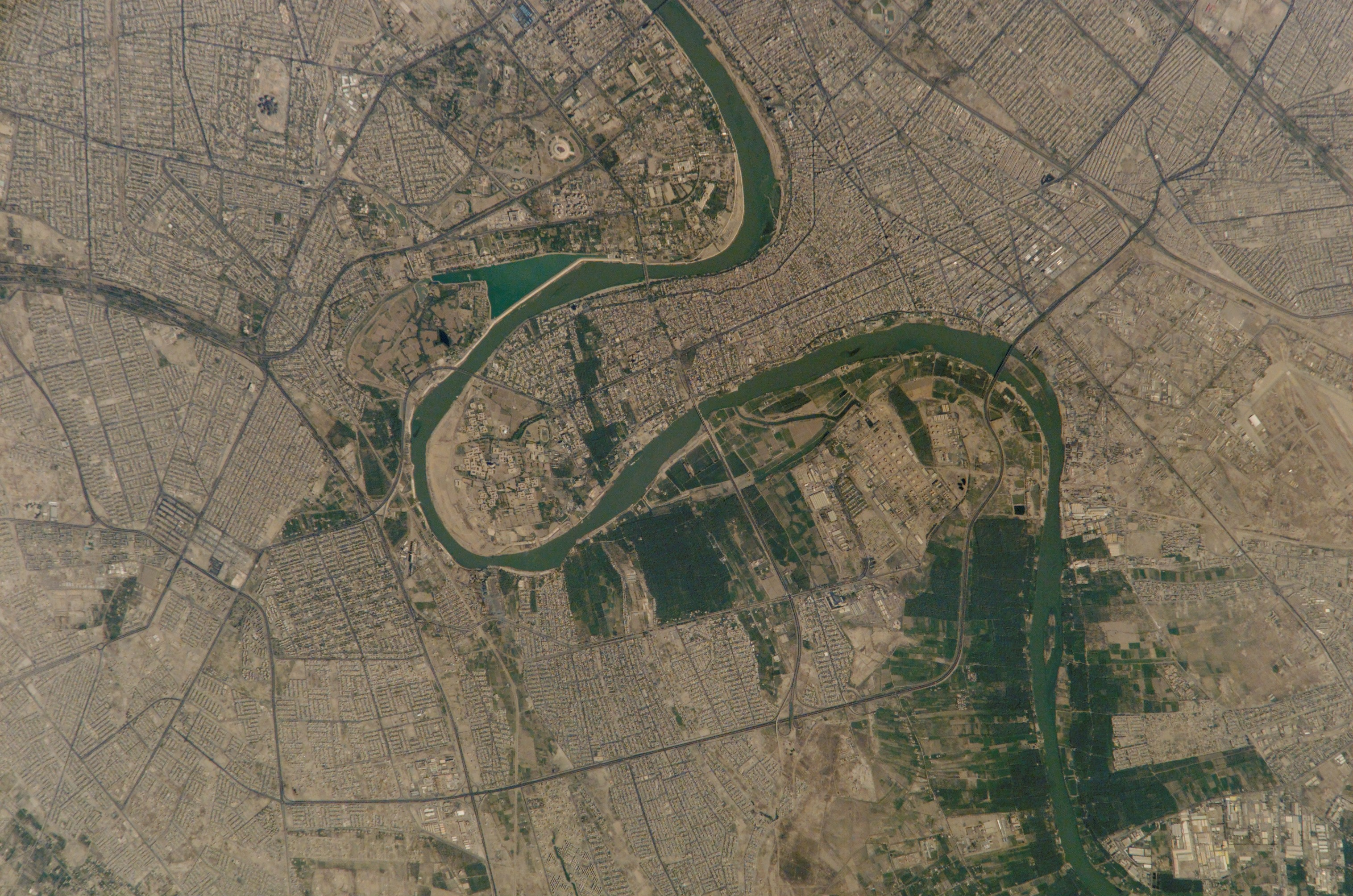
صورة جوية لوسط وجنوب بغداد، حيث يقسمها نهر دجلة إلى شطرين.

لم أقف على نص لأهل العلم على تاريخ مولده، إلا أنه بالنظر إلى عمره في سنة وفاته يمكننا القول بأنه ولد عام 315 هـ ، أي: بما يوافق عام 927 م.
جاء في بعض المصادر أن ابن شاقلا بزار، وجاء في مصادر أخرى أنه بزّاز، والفرق بينهما أن البزاز كما جاء في "العين" للخليل بن أحمد قال: "البز: ضرب من الثياب والبزازة حرفة البزاز". وجاء في "الكليات" للكفوي: "الْبَز: هُوَ الثِّيَاب أَو مَتَاع الْبَيْت من الثِّيَاب وَنَحْوهَا، بَائِعه: الْبَزَّاز، وحرفته: البزازة". وفي "معجم لغة الفقهاء": "البز: الثياب من القطن والكتان ... Clothes والبزاز بائع القماش".
وأما البزار – كما في "تاج العروس": "البزار: بياع بزر الكتان، أي زيته، بلغة البغاددة". ويقول ابن مالك في "إكمال الإعلام بتثليث الكلام": "البَزر والبِزر ، بالكسر والفتح: حب الكَتَّان".
وقد أدى أبو إسحاق ابن شاقلا الحج في عام 349 هـ، حيث كان عمره آنذاك 20 عاماً.
وكان في بغداد يحضر مجالس أهل العلم، ومن هذه المجالس مجلس محمد بن أحمد بن إسماعيل بن عيسى بن إسماعيل أبو الحسن المعروف بابن سمعون، الذي كان واحد دهره وفريد عصره في الكلام على الخواطر والإشارات، وكان يحضر مجلسه - عدا ابن شاقلا - أبو حامد الإسفرائيني وأبو حفص البرمكي.
وعلى صعيد أسرته: كان له ابنان ، وهما: علي وحسن، وقال ابن أبي يعلى: "قرأت بخط الوالد السعيد قال: نقلت من خط أبي بكر ابن شاقلا قال: أخبرنا أبو إسحاق ابن شاقلا قراءة عليه".
ومن جيرانه: أبو حفص الرزاز، كما قال ابن الجوزي: "أنبأنا يحيى بن الحسن قال: أنبأنا القاضي أبو يعلى محمد بن الحسين، قال: نقلت من خط أبي إسحاق بن شاقلا: أبو حفص عمر بن علي ابن جعفر الرزّاز جارنا".

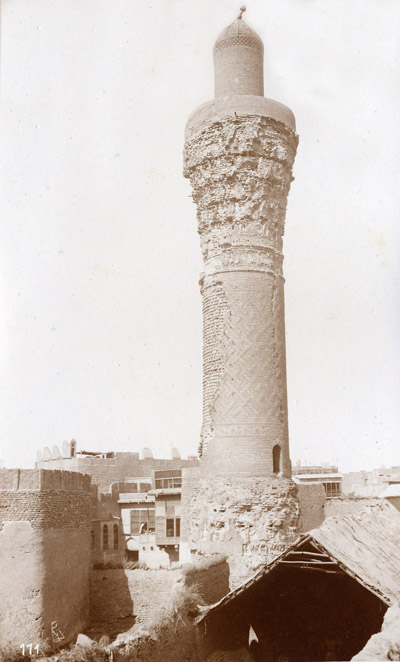
منارة جامع القصر ويسمى أيضاً جامع الخلفاء أو جامع الخليفة، والصورة تعود لعام 1910م بعدسة مصور ألماني وهي منشورة في كتاب "مباحث عراقية" ليعقوب سرکیس.

ذكر ابن أبي يعلى أنه كان لأبي إسحاق ابن شاقلا حلقتان للفتيا والإشغال - أي: التدريس ورواية العلم -:
- إحداهما: بجامع المنصور.
- والحلقة الثانية: بجامع القصر.

وبالطبع فإن كلا الحلقتين في مسجدين من أهم المساجد بـ "بغداد" ، ويقول الذهبي عن ابن شاقلا: "وتخرج به أئمة".
قال ابن أبي يعلى: "جليل القدر كثير الرواية حسن الكلام في الأصول والفروع، ومات سنة 369 هـ.
قيل: في سلخ جمادى الآخرة.

وقيل: في مستهل رجب.

وكان سنه يوم مات 54 سنة.

وغسله: أبو الحسن التميمي".
ورجح الذهبي وفاته في رجب فقال في "العبر" في أحداث سنة 369 هـ مثنياً عليه: "شيخ الحنابلة ... توفي كهلاً في رجب"، وكذا في "تاريخ الإسلام"، حيث قال عنه: "شيخ الحنابلة وفقيههم، كان إماما في الأصول والفروع، توفي في رجب، وله أربع وخمسون سنة رحمه الله، لم يبلغ سن الرواية"، وقال عنه أيضاً في "سير أعلام النبلاء": "شيخ الحنابلة، كان رأسا في الأصول والفروع ... مات في رجب سنة 359 هـ ، وله 54 سنة".
وقال عنه الخطيب البغدادي: "أحد شيوخ الحنبلية، قال لي أبو يعلى محمد بن الحسين بن الفراء: كان رجلا جليل القدر حسن الهيئة كثير الرواية حسن الكلام في الفقه، غير أنه لم يطل له العمر".
وقد وصفه التقي ابن تيمية بأنه أحد: "أئمة أصحاب أحمد"، ويقول عنه العلاء المرداوي: "وابن شاقلا من أعظم المتقدمين".

## شيوخه
- أبو بكر السلماني.
- أبو بكر أحمد بن آدم الوراق.
- أبو بكر القطيعي.
- أبو عبد الله أحمد بن دوست البغدادي.
- أبو القاسم حبيب بن الحسن القزاز.
- أبو عبد الله الحسين بن علي بن محمد المخرمي المعروف بـ ابن شاصو.
- أبو محمد دعلج بن أحمد بن دعلج السجزي الفقيه.
- أبو بكر غلام الخلال.
- أبو الطيب عبد العزيز بن محمد بن سهل البغدادي اللؤلؤي، المعروف بـ ابن قماشُوَيه.
- أبو محمد عبد الخالق بن الحسن بن محمد بن نصر السقطي، المعروف بـ ابن أبي روبا.
- أبو حفص عمر بن بدر المغازلي.
- أبو بكر الشافعي.
- أبو علي محمد بن أحمد بن الحسن بن إسحاق، المعروف بـ ابن الصواف.
- محمد بن إسحاق المقرئ.
- أبو الحسن محمد بن علي بن الفضل بن محمد بن نجاح البيع.
- أبو بكر النقاش.
- محمد بن القاسم المقرئ.
- أبو عيسى يحيى بن محمد بن سهل الخضيب العكبري.[21]

## تلاميذه
- إبراهيم بن عمر البرمكي.
- أحمد بن عثمان بن علان بن الحسن الكبشي، ويعرف بـ ابن شكاثا أبو بكر الحنبلي.
- عبد العزيز بن أحمد بن يعقوب، أبو القاسم الحربي الواعظ الحنبلي، ويعرف بـ غلام الزجاج.
- عمر بن إبراهيم بن عبد الله أبو حفص العكبري يعرف بابن المسلم.[22]

## مؤلفاته
له من المصنفات:
- المنتخب من ضعفاء الساجي.
- شرح مختصر الخرقي.
- جزء في حكم من أدرك التشهد الثاني في صلاة الجمعة.
- جملة من السماعات.
- جزء في "تحريم نكاح المتعة".
- توبة القاتل العمد.
- التعاليق:
  - منها تعاليقه عن شيخه أبي بكر عبد العزيز،
  - وتعاليق على كتاب العلل،
  - وتعاليقه في كتاب التفسير.

## وصلات خارجية
- مناظرة الإمام أبي إسحاق ابن شاقلا الحنبلي لأبي سليمان الدمشقي المتكلم في الصفات الخبرية.